# I Don't Wanna Know
"I Don't Wanna Know" is een single van r&b-zanger Mario Winans, uitgebracht in 2003.

## Geschiedenis
Het nummer is afkomstig van zijn debuutalbum Hurt No More. Het bevat een couplet van Sean Combs alias P. Diddy en "Boadicea", een nummer van Enya van haar gelijknamige album. "I Don't Wanna Know" was Winans' enige succes tot dan toe.

## Hitnoteringen
| Hitlijst                        | Hoogste positie |
| ------------------------------- | --------------- |
| Australische ARIA Single Top 50 | 2               |
| Belgische Ultratop 50           | 2               |
| Deense Single Top 40            | 3               |
| Duitse Single Top 100           | 1               |
| Engelse Single Top 75           | 1               |
| Franse Single Top 100           | 4               |
| Ierse Single Top 50             | 2               |
| Italiaanse Single Top 50        | 4               |
| Nederlandse Top 40              | 1               |
| Nieuw-Zeeland Single Top 40     | 3               |
| Noorse Single Top 20            | 2               |
| Oostenrijkse Single Top 75      | 6               |
| United World Chart              | 1               |
| VS Billboard Hot 100            | 2               |
| Zweedse Single Top 60           | 11              |
| Zwitserse Single Top 100        | 2               |